# 和南城ジョアンナ
和南城ジョアンナ（わなしろ ジョアンナ）は、日本のイラストレーター、グラフィックデザイナー、原画家、漫画家。主にアダルトゲームの原画を作成している。

## 人物
アダルトゲームブランドアアルに所属していた。同人サークル『ハッピーパラノイア』を主宰。原画家蓮見江蘭と合同で同人誌を制作し、同人誌即売会で頒布することが多い。また、影崎由那の漫画『かりん』のキャラクター「ジョアンナ」のモデルとなっている。

## 作品リスト

### 原画
- アアル『皇帝陛下になろう！』2000年4月28日発売
- アアル『紅色ノ狂宴』2001年4月21日発売
- アアル『D.i.G』2001年6月29日発売
- アアル『Naked Edge』2003年5月30日発売
- Catear『Cloth×Close 〜ボクがくぃ〜ん!?〜』2006年7月14日発売
- プリムローズ『超時空爆恋物語 〜door☆pi☆chu〜』2010年4月28日発売
- ハイクオソフト『ひとなつの』2014年2月28日発売

### 漫画
- 和南城ジョアンナ (2011-09). “一緒がいいよネ♥”. 漫画ばんがいち (コアマガジン).
- 和南城ジョアンナ (2012-03). “彼と彼女と友達と♥”. 漫画ばんがいち (コアマガジン).